# شون دوكينز
شون دوكينز (بالإنجليزية: Sean Dawkins)‏ هو لاعب كرة قدم أمريكي، ولد في 3 فبراير 1971 في ريد بانك في الولايات المتحدة. لعب مع إنديانابوليس كولتس وجاكسونفيل جاغوارز وسياتل سيهوكس.

## وصلات خارجية
- شون دوكينز على موقع مرجع كرة القدم المحترفة.كوم (الإنجليزية)